# Vitomil Zupan
Vitomil Zupan, slovenski pisatelj, pesnik, dramatik in esejist, * 18. januar 1914, Ljubljana, † 14. maj 1987, Ljubljana.
Razbiti moram lastno legendo, raztrgati domišljijske prikazni, presekati vsako 'zgodovinsko gibanje' in postaviti stvari tja, kjer jim je mesto. V meso in kri.

Vitomil Zupan: Levitan

## Življenje
Rodil se je avstroogrskemu oficirju Ivanu ter učiteljici Ivanki, rojeni Korban, sestri mladinskega pisatelja Josipa Korbana. Oče je leta 1916 padel v vojni, mati pa se je znova poročila. Gimnazijo je končal v Ljubljani in se po maturi vpisal na gradbeni oddelek Tehniške fakultete v Ljubljani, a študij gradbeništva zaključil šele leta 1959. Od mladih let pa do smrti je iskreno prijateljeval z Borisom Fakinom (Igorjem Torkarjem). Torkar je po njem povzel poteze za lik Mita Koprivarja - Boksmita v knjigi Umiranje na obroke. 
Bil je precej boemskega duha. Veliko je potoval in v tem času opravljal priložnostna dela, med drugim je bil kurjač na angleški ladji, učitelj smučanja v Bosni, pleskar v Franciji, poklicni boksar in postavljavec strelovodov.
V domovini se je povezal z levičarji v študentskem gibanju in se kot član Sokola priključil OF kmalu po ustanovitvi. Leta 1942 ga je italijanski okupator interniral v taborišče v Čiginju in v Gonarsu, od koder se je – sodeč po lastnem življenjepisu, objavljenem v Interpretacijah – rešil in odšel k partizanom. Pred odhodom je požgal veliko večino svojih rokopisov. Pisal je tudi kot partizan. Napisal je več skečev, leta 1945 je izšla psihološka novela s partizansko tematiko Andante patetico, slednjo je literarna kritika – zaradi pripovedi o žalosti in obupu zaradi nasilnih smrti – označila kot dekadenčno.
Po vojni je bil urednik kulturnega programa na Radiu Ljubljana. Leta 1947 je dobil Prešernovo nagrado za novelo Rojstvo v nevihti, leto kasneje so ga zaprli in mu odvzeli dovoljenje za pisanje. Obtožen je bil nemorale, poskusa posilstva in uboja, povzročitve samomora prijateljice, izdajanja državnih skrivnosti in sovražne propagande. S strani Okrožnega sodišča v Ljubljani je bil obsojen na deset let zapora, na njegovo pritožbo pa mu je vrhovno sodišče leta 1949 ("zaradi neprimernega vedenja pred sodiščem") zvišalo kazen na 18 let zapora s prisilnim delom in na pet let izgube državljanskih pravic. V zaporu je zbolel za jetiko in bil (na intervencije od zunaj) prvi jetnik, operiran na pljučih. Ta čas svojega življenja je opisal v romanu Levitan. Izpuščen je bil leta 1954. V zaporu je napisal veliko pesmi, ki so izšle skoraj 20 let po njegovi smrti v zbirki Pesmi iz zapora.
Po vrnitvi iz zapora je doštudiral in kot inženir gradbeništva prijavil patent Prometni svetlobni signali, vgrajeni v cestišče. Nato je vseskozi deloval kot samostojni pisatelj. Vrsta krajših proznih del je izšla po časopisih pod psevdonimi, ki se vsi končajo na črko "s" (Ris, Van Klas ipd.), nekaj časa je svoja dela objavljal pod psevdonimom Langus. Napisal je tudi več radijskih in televizijskih iger ter filmskih scenarijev. Njegova dela so izhajala z velikim časovnim zamikom (tudi po več desetletij); drame so uprizarjali tudi šele po 40 letih. Leta 1984 je prejel Prešernovo nagrado za literarno delo, kar pa je povzročilo zadovoljstvo in gnev, slednje predvsem zaradi tem, ki so bile lastne njegovemu pisateljskemu ustroju in ki so veljale za tabu; tu predvsem seksualne teme. Dvakrat je bil poročen in dvakrat ločen. Iz prvega zakona (1945) ima dva sina (Dim Zupan), iz drugega (1966) pa hčer. Živel je na Valjavčevi ulici v Ljubljani – ob tej hiši se nahaja spominska plošča Radia Kričač, kjer je bil sedež omenjenega radia. Pokopan je na Žalah.

## Delo
Prvi objavljen tekst je novela Črni šahovski konj (1933), Zupanovo prvo prozno besedilo, samostojno objavljeno v knjižni obliki, pa je novela Adante patetico, podnaslovljena Povest o panterju Dingu (1945). Besedilo je bilo kasneje vključeno v izbor novel Sončne lise (1969).
Ljubljanska Drama je tik pred vojno sprejela v svoj repertoar dramo Stvar Jurija Trajbasa, ki je knjižno izšla leta 1947, a je italijanska cenzura uprizoritev prepovedala. Tudi sicer je tedanja oblast delo sprejela z ogorčenjem, češ da gre za poveličevanje zla, veliko težav zaradi omenjenega dela si je Zupan nakopal tudi na sodnem procesu leta 1949.
V petdesetih letih in pozneje se je loteval filmskih scenarijev, vsega jih je napisal okoli 50. Realizirani so bili: Pet minut raja (1959), Dobri stari pianino (1959), Sreča dolazi u 9 (1961), Sjenka slave (1962), Naš avto (1962), Peta zaseda (1968), Idealist (1976). Ljubljanska Televizija mu je uprizorila pet dram: Pričakovanje jutra in Strup (1961), Sarabanda za obešence (1968), Atentator in kralj (1971), Ulica treh rodov (1972, 1974), nadaljevanka v sedmih delih Vest in pločevina (1974). Radio Ljubljana je predvajal naslednje radijske igre: Smrt luninega žarka (1962), S strahom in pilulo hrabrosti okrog sveta (1968), Upor črvov (1969, 1970), Suženjski trg (1971), Poplah na ladji Jutro (1973), Odločitev (1976), Ptiči pojejo pesem (1977).
V sedemdesetih letih je objavil sedem proznih del, natisnjene so bile štiri njegove drame, daljši esej o oblikovnih značilnostih sodobnega gledališča z naslovom Sholion (1972) in pesniška zbirka Polnočno vino (1973). To je bil čas njegove dokončne in širše uveljavitve.
Slogovno je Zupan raznovrsten: najprej je bil njegov slog socialnorealističen, nato pa bolj modernističen. V modernističnih romanih prikazuje "problematične" junake vojnega časa. Zupanov literarni opus ni le raznolik, temveč tudi obsežen, znotraj njega je namreč moč najti pripovedno prozo, gledališko, radijsko in televizijsko dramatiko, filmsko scenaristiko, poezijo, esejistiko, filmsko kritiko in prevajalstvo; največ je romanov.
Posebno odkritje so štirje romani, natisnjeni več kot tri desetletja po nastanku: Potovanje na konec pomladi (prvotno Tajsi, v podnaslovu Blisk v štirih barvah), Klement, Zasledovalec samega sebe (prvotno Tah) in Mrtva mlaka. Potovanje na konec pomladi in Zasledovalec samega sebe sta zunaj prevladujočih smeri v tedanji slovenski prozi, ob času nastanka (1937–40) sta se bolj ujela s sočasnimi evropskimi tokovi in v mnogočem prehitela kasnejšo slovensko modernistično prozo.
Njegovo literaturo je nemogoče ločiti od osebnega življenja, dobršen del njegovih knjig je izrazito avtobiografski: Komedija človeškega tkiva zajema pisateljevo predvojno usodo, Menuet za kitaro življenje med vojno, Levitan (v podnaslovu roman, ali pa tudi ne) prestajanje zaporniške kazni, Igra s hudičevim repom povojni čas (ta roman je izrazito seksualen), nedokončani roman Apokalipsa sedanjosti pa pisateljevo jesen življenja.
Po njegovem romanu Menuet za kitaro je režiser Živojin Pavlović posnel celovečerni film Nasvidenje v naslednji vojni (1980).
Avtor je črpal snov iz lastnih doživetij in iz literature, ki jo je (pre)bral. Svojih knjig na začetku ni mogel tiskati (zaradi svojega nasprotovanja socrealizmu), Potovanje v tisočera mesta je lahko izdal le pod psevdonimom. To potovanje naj bi pomenilo pisateljevo potovanje do temeljnih življenjskih spoznanj – poglavitna in zadnja pa naj bi bila smrt.

## Nagrade
- 1947 Prešernova nagrada za dramo Rojstvo v nevihti,
- 1973 Župančičeva nagrada za roman Potovanje na konec pomladi,
- 1982 Župančičeva nagrada za roman Levitan,
- 1984 Prešernova nagrada za literarno delo.

## Biografije in antologije
- Vitomil Zupan – Važno je priti na grič (uredniki: Alenka Puhar, Ifigenija Simonović, Aleš Berger, Nela Malečkar in dr.); Mladinska knjiga, 2014.[3][4]

- Obraz sežganega: izbor iz literarnih del (956 str.; uredil Aleksander Zorn), Beletrina, 2019.

## Dela

### Novele
- Andante patetico: povest o panterju Dingu (1944) (COBISS)
- Iz partizanskih let: izbor proze (1947) (COBISS)
- Sončne lise (1969) (COBISS)
- Gora brez Prometeja (1983) (COBISS)

### Romani
- Potovanje na konec pomladi (1972) (COBISS)
- Klement (1974) (COBISS)
- Menuet za kitaro: Na petindvajset strelov (1975) (COBISS)
- Zasledovalec samega sebe (1975)(COBISS)
- Mrtva mlaka (1976) (COBISS)
- Duh po človeku (1976) (COBISS)
- Igra s hudičevim repom (1978) (COBISS)
- Komedija človeškega tkiva (1980) (COBISS)
- Levitan (1982) (COBISS)
- Gora brez Prometeja (1983) (COBISS)
- Človek letnih časov (1987) (COBISS)
- Apokalipsa vsakdanjosti (1988) (COBISS)

### Drame
- Tri zaostale ure (1944) (COBISS)
- Punt (1945) (COBISS)
- Rojstvo v nevihti (1945) (COBISS)
- Stvar Jurija Trajbasa (1947) (COBISS)
- Aki (1950) (COBISS)
- Ladja brez imena (1972) (COBISS)
- Preobrazba brez poti nazaj (1973)
- Bele rakete lete na Amsterdam (1973) (COBISS)
- Angeli, ljudje, živali: Barbara Nives (1974) (COBISS)
- Aleksander praznih rok : tragična komedija o Aleksandru Velikem (198?) (COBISS)

### Mladinske povesti in pravljice
- Trije konji (1970) (COBISS)
- Potovanje v tisočera mesta (1983) (COBISS)
- Plašček za Barbaro (1986) (COBISS)
- Pravljica o črnem šejku z rdečo rožo (2011) (COBISS)

### Eseji
- Sholion (1973) (COBISS)
- Freud in umetnost (1974)

### Poezija
- Polnočno vino (1973) (COBISS)
- Pesmi iz zapora (2006) (COBISS)
- Pesmi s "prostosti" (2007) (COBISS)

### Scenariji
- Ljudje in luči: scenarij (1956) (COBISS)
- Pet minut raja: tretji scenarij za kratkometražni umetniški film (1957) (COBISS)
- Dobri stari pianino: snemalna knjiga za celovečerni igrani film (1958) (COBISS)
- Strup: (enodejanka) (1961) (COBISS)
- Vest in pločevina ali Pobegli vozniki (1973) (COBISS)
- Ulica treh rodov (1974) (COBISS)
- Odločitev (1976) (COBISS)

### Radijske igre
- Upor črvov: radijska igra (1969) (COBISS)
- Andante patetico: (umetniška pripoved) (1971) (COBISS)
- Poplah na ladji Jutro: radijska igra (1974) (COBISS)
- Odločitev (1976) (COBISS)
- Ptiči pojejo pesem: radijska igra (1977) (COBISS)